# Estatua del superintendente Ebih II

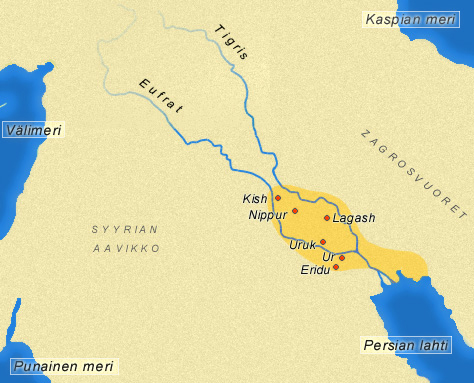
Zona de influencia de la civilización sumeria.

La estatua del superintendente Ebih-Il es una escultura datada hacia el año 2340 a. C. y elaborada en el Período Dinástico Arcaico de Mesopotamia, en época de la civilización sumeria, considerada la más antigua civilización de la historia, que se extendió por el sur de Mesopotamia, en la zona situada entre los ríos Tigris y Éufrates.

## Hallazgo
La pieza fue hallada en el año 1934 en unas excavaciones lideradas por el arqueólogo francés André Parrot, en el templo de la diosa Ishtar, el más antiguo de los erigidos en la antigua ciudad sumeria de Mari, situada al oeste del Éufrates, en la actual Tell Hariri (Siria), y que estuvo habitada desde el quinto milenio a. C. y su etapa de mayor esplendor fue entre el 2900 a. C. y el 1759 a. C., cuando fue saqueada por Hammurabi. En la Biblia, Abraham pasó a través de Mari en su viaje desde Ur a Harán.

## Características
- Altura: 52,5 centímetros.
- Ancho: 20,6 centímetros.
- Diámetro: 30 centímetros.
- Material: alabastro, lapislázuli y conchas.
- En la parte posterior de la estatua hay una inscripción que dice: "Estatua de Ebih-II, el superintendente, dedicado a Ishtar viril".

## Simbología
La estatua representa al superintendente de Mari, Ebih-Il, y se trata de una ofrenda votiva realizada a Ishtar, diosa babilónica del amor y la guerra, de la vida, del sexo, de la fertilidad, y patrona de otros temas menores, conocida también con el nombre de Inanna en Sumeria, Anahit en la antigua Armenia (Urartu), Astarté en Fenicia y Asera en Canaán siendo por ello mencionada por sus vecinos judíos en la Biblia.

## Conservación
La pieza se halla expuesta en el Museo del Louvre en París.